# Паула Легтомякі
Паула Легтомякі (нар. 29 листопада 1972, Кугмо, Фінляндія) — фінська політикиня, державна радниця при Держраді Фінляндії (з 2015); раніше депутатка Парламенту Фінляндії (1999 — 2015) від партії Фінляндський центр; міністерка охорони навколишнього середовища (2008 — 2011); міністерка зовнішньої торгівлі і розвитку (2003 — 2007).    

## Життєпис
Політична кар’єра Паули Легтомякі розпочалася у 1996 з її обрання до міської ради Кухмо.
У 1999 і 2003 — депутатка парламенту Фінляндії.
У 2002 обрана віцеголовою партії Фінляндський центр (Кескусті).  
У квітня 2004 обрана міністеркою зовнішньої торгівлі та розвитку, ставши наймолодшим міністром у першому кабінеті Матті Ванганена.   
З 17 квітня 2007 — міністерка охорони навколишнього середовища у другому кабінеті Матті Ванханена.  
З 18 березня 2019 — Генеральний секретар Ради міністрів Північних країн.
Паула Легтомякі стала першою жінкою, що обійняла цю посаду, а також першою особою до 50 років.    

## Приватне життя
Одружена, мати трьох дітей. Захоплення: бігові лижі, їзда на велосипеді, нордична хода, бадмінтон та караоке. У вільний час іноді співає в музичному гурті "Punatähdet" . 